# Reydel Ramos
Reydel Ramos es un deportista cubano que compitió en piragüismo en la modalidad de aguas tranquilas. Ganó dos medallas de plata en los Juegos Panamericanos, en los años 2007 y 2011.

## Palmarés internacional
| Juegos Panamericanos | Juegos Panamericanos    | Juegos Panamericanos | Juegos Panamericanos |
| Año                  | Lugar                   | Medalla              | Competición          |
| -------------------- | ----------------------- | -------------------- | -------------------- |
| 2007                 | Río de Janeiro (Brasil) | Medalla de plata     | C1 1000 m            |
| 2011                 | Guadalajara (México)    | Medalla de plata     | C1 1000 m            |